# Kevin Van Hove
Kevin Van Hove (Merksem, 15 oktober 1983) is een Belgisch snookerspeler.

## Levensloop
In 2007 werd hij Europees kampioen in het Ierse Carlow.
Daarnaast werd hij tweemaal Belgisch kampioen (2004 en 2018) en was hij viermaal verliezend finalist (2008, 2009, 2012 en 2017).